# Laurence Sterne
Laurence Sterne (24. listopad 1713, Clonmel, hrabství Tipperary, Irsko – 18. březen 1768, Londýn) byl britský duchovní a romanopisec období preromantismu.

## Život
Sterne se narodil v irském Clonmelu v rodině chudého anglického praporčíka a irské markytánky a jako dítě s rodiči putoval po různých posádkových městech v Irsku. Když byl jeho otec odvelen na Jamajku, kde brzy zemřel na malárii, umožnili mu bohatí příbuzní vystudovat nejprve gymnázium a pak teologii na Univerzitě v Cambridgi. V roce 1738 se stal farářem na poměrně bohaté faře v Coxwoldu v Yorkshire, kde se mohl věnovat literatuře. Roku 1741 se oženil s Elizabeth Lumleyovou.

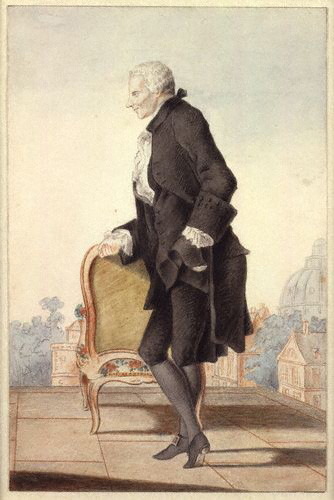
Laurence Sterne roku 1762, akvarel Louise Carrogise Carmontella

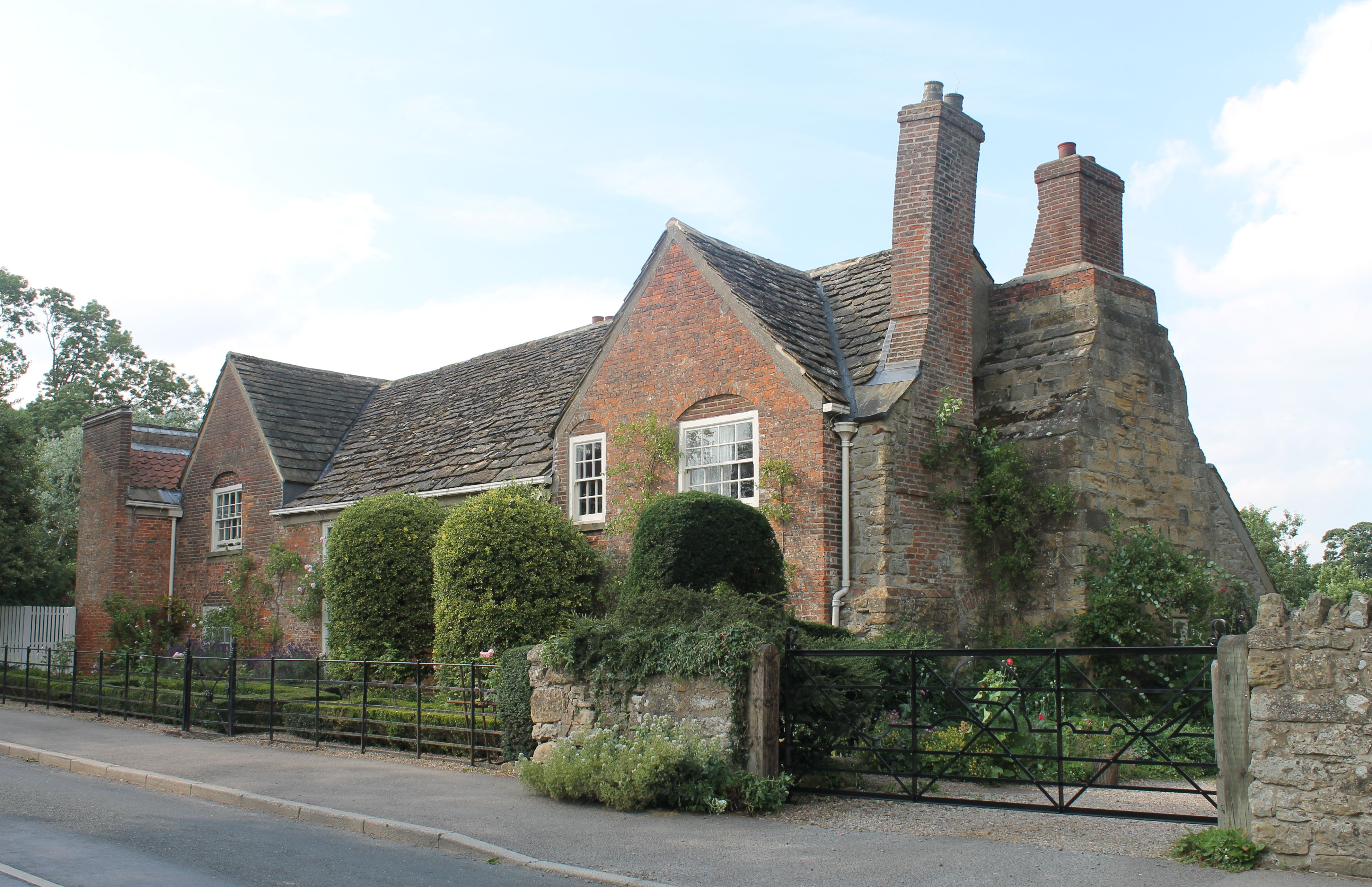
Sternův dům v Coxwoldu

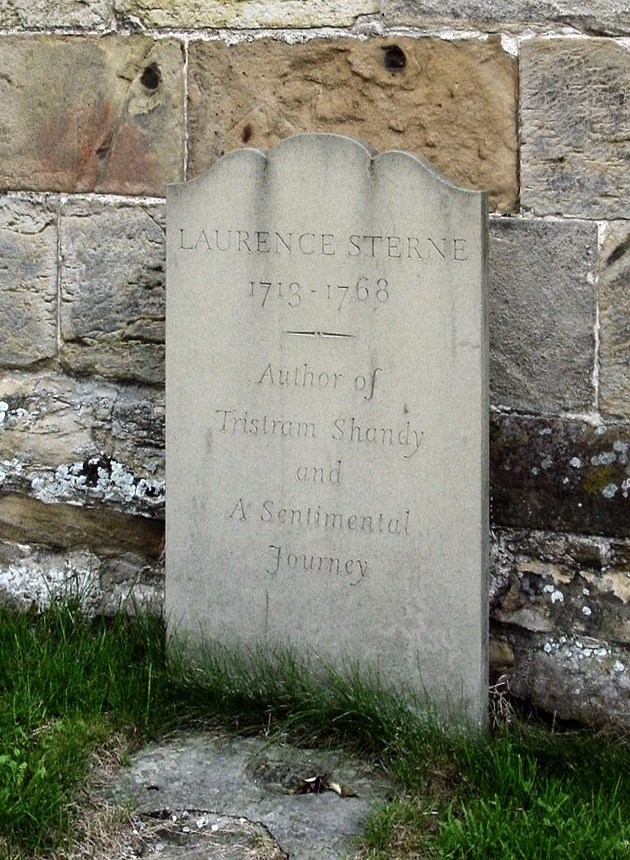
Sternův hrob v Coxwoldu

Do svých šestačtyřiceti let vydal Sterne pouze několik kázání. Poté napsal pro podporu přítele satiru na provinční církevní politiku A Political Romance (1759, Politická romance), kterou církev odsoudila a kniha byla spálena. Sterne si však uvědomil své spisovatelské nadání a následně se proslavil devítidílným románem Život a názory blahorodého pana Tristrama Shandyho (The Life and Opinions of Tristram Shandy, Gentleman), na kterém pracoval od roku 1759 do roku 1767. Většina situací v knize je založena na absurdních rodinných nedorozuměních, které vyznívají humorně. Vtip vyprávění spočívá také v tom, že Tristram neumí nic vysvětlit jednoduše a do všeho zaplétá široké souvislosti. Proud vyprávění je neustále přerušován epizodami, vtipnými odbočkami a postřehy a právě tato na svou dobu nová forma způsobila, že Sternovo postavení v historii románu 18. století bývá srovnáváno s postavením velkých tvůrců moderní prózy.
Po úspěchu románu pobýval Sterne často v Londýně, kde byl zván do významných salónů vyšší společnosti. Zde se seznámil s Elizou Draperovou (1744–1778), manželkou úředníka Východoindické společnosti, jejichž vztah byl považován za skandální.
Protože bojoval s tuberkulózou, cestoval po Francii, aby našel úlevu od své nemoci. Zde také našel inspiraci ke svému dalšímu významnému dílu, intelektuálnímu cestopisu Sentimentální cesta po Francii a Itálii (1768, A Sentimental Journey Through France and Italy), ve kterém vylíčil v řadě humorných kapitol skutečné i domnělé příhody, jež v doprovodu francouzského sluhy prožil v Paříži a jiných krajích Francie. Dílo významně přispělo k rozšíření pojmu sentimentalismus, který kromě přecitlivělosti začal mít také filosofický nádech.
Sterne zemřel 18. března roku 1768 v Londýně na tuberkulózu.

## Česká vydání
- Sentimentální cesta po Francii a Italii, Jan Otto, Praha 1903, přeložil Edmund A. Görlich,
- Sentimentální cesta po Francii a Itálii, SNKLHU, Praha 1958, přeložil František Marek,
- Život a názory blahorodého pana Tristrama Shandyho, SNKLU, Praha 1963, přeložil Aloys Skoumal, znovu Odeon, Praha 1971 a 1985 a Academia 2014.

## Adaptace
- Parson Yorick: The Sentimental Traveler (1965), epizoda z britského televizního seriálu Famous Gossips.[5]
- Tristram Shandy, nedokončená opera anglického skladatele Michaela Nymana, na které začal pracovat roku 1981.
- The Life and Opinions of Tristram Shandy, Gentleman (1996, Život a názory blahorodého pana Tristrama Shandyho), komiks Martina Rowsona.[6]
- A Cock and Bull Story (2005, Ptákovina a bejkárna), britský film, režie Michael Winterbottom.[7]
- Tristram Shandy, Gentleman (2014), divadelní adaptace uvedená v Tabard Theatre, autor Callum Hale.[8]